# Legio I Maximiana
La Legio I Maximiana era una legione romana comitatense, probabilmente creata nel 296 o 297 dall'imperatore  Diocleziano.

## Storia
La I Maximiana venne fondata insieme alla II Flavia Constantia, per presidiare la nuova provincia della Tebaide, in Egitto. La legione è anche conosciuta come Maximiana Thebanorum o Thebaeorum ("dei tebani"): poiché nessuna I Massimiana è attestata a Tebe (Egitto) nella Notitia dignitatum, tale nome viene interpretata come un riferimento alla Tebaide. Il cognomen Maximiana è un riferimento all'imperatore Massimiano, collega tetrarchico di Diocleziano.

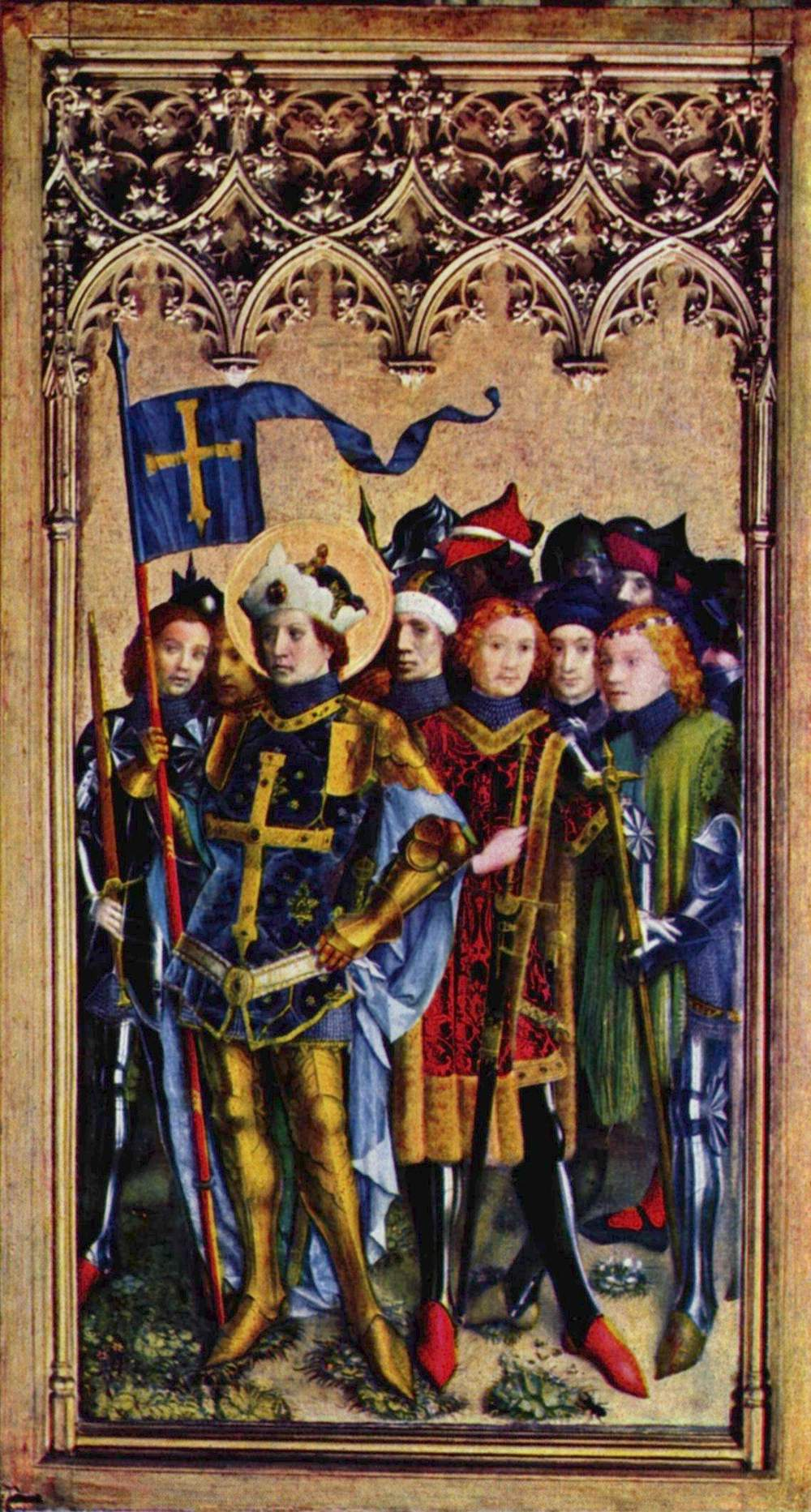
La Legione Tebea

Nel 354 la I Maximiana era in Tracia, nelle vicinanze di Adrianopoli, ed è quindi probabile che abbia combattuto nella battaglia di Adrianopoli del 378, in cui i Goti sconfissero e uccisero l'imperatore Valente. La Notitia dignitatum (documento dell'inizio del V secolo) riporta la I Maximiana Thebanorum ancora in Tracia, sotto il comando del magister militum per Thracias, mentre la I Maximiana è posta dallo stesso documento a Filae (in Egitto, a sud di Assuan), sotto il dux Thebaidos.
Secondo Eucherio, vescovo di Lione del V secolo, questa legione era composta interamente da cristiani e venne spostata da Tebe alla Gallia per assistere l'imperatore Massimiano. Quando Massimiano ordinò di reprimere alcuni galli cristiani la legione si rifiutò e venne decimata (venne ucciso un legionario su dieci). Seguirono altri ordini che la legione rifiutò ancora di eseguire, sotto l'incoraggiamento di san Maurizio che ne era il comandante; venne quindi ordinata una seconda decimazione ed infine l'intera legione venne sterminata (6600 uomini). Il luogo del massacro fu Agaunum oggi San Maurizio in Vallese, sede dell'omonima abbazia.
L'esistenza di una Legio I Maximiana, anche nota come Maximiana Thebaeorum è riportata nella Notitia Dignitatum.
Denis Van Bercham, della università di Ginevra, ha messo in dubbio la veridicità della leggenda della legione Tebea. Questo studioso fece notare che la decimazione era un anacronismo e che il servizio di cristiani in una legione prima di Costantino I era abbastanza raro. Secondo David Woods, professore alla University College Cork, i racconti di Eucherio di Lione sono una completa finzione.

## Leggenda
La Legione Tebea (Prima Maximiana Thebanorum), un elemento della leggenda di san Maurizio martire e di sant'Alessandro di Bergamo, sarebbe stata una legione di tebani cristiani che sarebbe stata martirizzata da Massimiano nel 286.